# Hůlkový řád
Hůlkový řád (anglicky The Order of the Stick, zkratka OotS) je americký webový komiks od Riche Burlewa parodující fantasy hry na hrdiny (RPG) Dungeons & Dragons. Jednotlivé díly jsou vytvářeny v Adobe Illustratoru, vektorovém kreslícím programu.

## Historie
Americká (originální) verze se poprvé objevila 30. září 2003 na soukromém webu Riche Burlewa Giant in the Playground Games, který se zabývá především světem Dungeons & Dragons. Jako zpestření tohoto webu si rychle našla srdce mnoha fanoušků a v prosinci 2005 získal Hůlkový řád místo na poslední straně časopisu Dragon Magazine, kde se objevoval až do září 2007, kdy časopis přestal vycházet. Od této chvíle je komiks šířen "pouze" prostřednictvím internetu a nebo jako série samostatných knižních publikací.

## Děj
Rozsáhlý komiks popisuje příběh The order of the stick (př. Hůlkový řád), skupiny dobrodruhů, kteří se v klasicky fantastickém světě toulají, hledajíce šanci nahrabat si pořádnou kořist nebo ukázat vlastní potenciál jako kouzelník, hrdina nebo prvotřídní zabiják.
Skupina se skládá z šesti naprosto rozdílných charakterů. Roy Modrojílec, v podstatě hlavní hrdina příběhu, klasický hrdina, Haley Hvězdnotřpytná, po kořisti lačná krasavice, Durkon Hromoštít, trpasličí kněz uctívající Thora, Belkar Hořký Lísteček, pravděpodobně psychopatický zabiják, Elan, bard, jehož IQ by se mohlo rovnat IQ zlomeného šípu a Vaarsuvis, elf a kouzelník neznámého pohlaví.
Příběh by se dal rozdělit do několika etap, přičemž v každé se odehrává jiná část příběhu. Hlavní zápletka je však prostá : Skupina dobrodruhů bojuje proti ďábelskému kostěji. Děj je složitě propleten vedlejšími zápletkami, které postupně řeší minulost postav, vztahy mezi hlavními hrdiny nebo skutečný cíl výprav.
Komiks je rozdělen do jednostránkových dílů, přičemž v každém je minimálně jeden vtipný prvek, dialog nebo alespoň poznámka. Děj je místy poněkud vleklý, ale občas se objevují díly, které vyřeší děj z okna na okno.

## Postavy
Hůlkový řád: Roy Zelenojílec, Durkon Hromoštít, Vaarsuvis (zkráceně V.), Haley Hvězdotřpytná, Elan a Belkar Hořký Lísteček.
Čárový cech: Nale, Sabina, Thog
Ostatní významné postavy: Xykon, Rudoplášť, Monster in the Darkness (příšera v temnotách, zkráceně MitD), Miko Miyazaki, Hinjo, Shojo, O-chul a Celie.

## Publikace
- The Order of the Stick: Dungeon Crawlin' Fools (2005), díly 1-120, ISBN 0-9766580-0-3.
- The Order of the Stick: On the Origin of PCs (2005), ISBN 0-9766580-1-1.
- The Order of the Stick: No Cure for the Paladin Blues (2006), díly 121-301, ISBN 0-9766580-3-8.
- The Order of the Stick: Start of Darkness (2007), ISBN 978-0-9766580-4-7.
- The Order of the Stick: War And XPs (2008), díly 302-484, ISBN 978-0-9766580-5-4.
- The Order of the Stick: Don't Split the Party (2009), díly 485-672, ISBN 978-0-9766580-6-1.
- The Order of the Stick: Snips, Snails, and Dragon Tales (2011), ISBN 978-0-9766580-7-8.

## Stolní hra
- The Order of the Stick Adventure Game: The Dungeon of Dorukan.